# 斯特拉福德 (密蘇里州)
斯特拉福德（英語：Strafford）是位於美國密蘇里州格林縣的城市。

## 人口
根據2020年美國人口普查的數據，斯特拉福德的面積為8.52平方千米，皆為陸地。當地共有人口2561人，而人口密度為每平方千米301人。